# Lambert Hillyer
Lambert Hillyer (8 de julho de 1893 – 5 de julho de 1969) foi um diretor de cinema e roteirista norte-americano. Nascido em South Bend, Indiana, ele dirigiu mais de 1960 filmes entre 1917 e 1949, também escreveu 54 filmes entre 1917 e 1948. Hillyer faleceu em Los Angeles, Califórnia.

## Filmografia selecionada
- An Even Break (1917)
- The Little Brother (1917)
- Riddle Gawne (1918)
- Wagon Tracks (1919)
- Skin Deep (1922)
- The Altar Stairs (1922)
- The Shock (1923)
- The Spoilers (1923) (1923)
- Barbara Frietchie (1924)
- Miss Nobody (1926)
- Beau Bandit (1930)
- The Defense Rests (1934)
- Once to Every Woman (1934)
- The Invisible Ray (1936)
- Dracula's Daughter (1936)
- The Durango Kid   (1940)
- Batman (1943)
- Law Men (1944)
- The Fighting Ranger (1948)